# Vrachonisís Avgó
Vrachonisís Avgó är en ö i Grekland.   Den ligger i regionen Attika, i den södra delen av landet, 220 km söder om huvudstaden Aten.